# 约里·范莱文
约里·范莱文（荷蘭語：Joeri van Leeuwen，1975年1月11日—），荷兰男子赛艇运动员、射电天文学家。他曾代表荷兰参加1999年世界赛艇锦标赛，获得男子八人单桨有舵手第五名。